# Gert Cornelius Nel
Gert Cornelius Nel (* 6. April 1885 in Greytown, Natal; † 16. Februar 1950 in Stellenbosch) war ein südafrikanischer Botaniker. Sein offizielles botanisches Autorenkürzel lautet „Nel“.

## Leben und Wirken
Gert Cornelius Nel verteidigte am 11. Februar 1914 in Berlin unter Adolf Engler und Gottlieb Haberlandt seine Dissertation. Unter besonderer Berücksichtigung der afrikanischen Pflanzenarten beschäftigte er sich darin mit den Pflanzenfamilien der Amaryllisgewächse und Hypoxidaceae. Er lieferte zahlreiche Erstbeschreibungen von Arten aus den Gattungen Forbesia, Janthe, Hypoxis und Rhodohypoxis.
Von 1921 bis 1950 war er Professor für Botanik an der Universität Stellenbosch. Adolar Gottlieb Julius Herre (1895–1979), Kurator der Universität, erweckte bei ihm das Interesse für sukkulente Pflanzen.
1946 veröffentlichte Nel das erste Buch über die Pflanzengattung Lithops.

## Ehrentaxon
Gustav Schwantes benannte ihm zu Ehren die Gattung Nelia aus der Pflanzenfamilie der Mittagsblumengewächse (Aizoaceae).
Auch zahlreiche sukkulente Pflanzenarten sind nach ihm benannt, darunter:
- Braunsia nelii
- Conophytum nelianum
- Euphorbia nelii
- Gasteria neliana
- Gibbaeum nelii
- Glottiphyllum nelii
- Hereroa nelii
- Herrea nelii
- Stapelia neliana

## Werke
- Studien über die Amaryllidaceae-Hypoxideae, unter besonderer Berücksichtigung der afrikanischen Arten. In: Botanische Jahrbücher für Systematik, Pflanzengeschichte und Pflanzengeographie. Leipzig 1914.
- Junior Sertifikaat biologie. – Mit C. S. Grobbelaar, Kapstadt 1938.
- Senior Sertifikaat biologie. – Mit C. S. Grobbelaar, Kapstadt 1938.
- Genera et species fungorum ex herb. P.A. van der Byl, Stellenbosch. Kapstadt 1941.
- Species novae vel minus cognitiae: Lithops et Caralluma. Kapstadt 1943.
- Lithops. 1946.
- The Gibbaeum Handbook. Herausgegeben von Jordaan und Shurley, 1953.